# Leucadendron discolor
Леукадендрон двоколірний (лат. Leucadendron discolor) — вид рослини родини Протейні
(Proteaceae). Ендемік Капського півострова. Охоронний статус уразливий.